# The Big Lebowski: A XXX Parody
The Big Lebowski: A XXX Parody ist eine US-amerikanische Porno-Parodie auf den Film The Big Lebowski.

## Handlung
Der Dude, ein gewisser Lebowski, wird mit einem anderen Lebowski verwechselt, und so bekommt er Besuch von Geldeintreibern, die ihn bedrohen, sowie einem Paar, das in seiner Wohnung Sex hat. Dabei wird seine Videokassetten-Sammlung ruiniert. Er kann den reichen Lebowski ausfindig machen und verlangt eine Wiedergutmachung. Nach einer Verschmähung klaut er heimlich einige der Porno-Videokassetten des anderen Lebowski. Er entdeckt darin skurrile Sexszenen; ebenso macht er weitere erotische Bekanntschaften.

## Wissenswertes
Über den Film wurde am 3. Dezember 2010 in der ABC-Spätnachrichtensendung Nightline berichtet.

## Auszeichnungen
- 2011: AVN Award – Best Actor (Tom Byron)
- 2011: XRCO Award – Best Parody (Comedy)